# Янкі-Старі
Янкі-Старі (пол. Janki Stare) — село в Польщі, у гміні Трошин Остроленцького повіту Мазовецького воєводства.
Населення — 100 осіб (2011).
У 1975-1998 роках село належало до Остроленцького воєводства.

## Демографія
Демографічна структура станом на 31 березня 2011 року:
|          | Загалом | Допрацездатний вік | Працездатний вік | Постпрацездатний вік |
| -------- | ------- | ------------------ | ---------------- | -------------------- |
| Чоловіки | 49      | 12                 | 28               | 9                    |
| Жінки    | 51      | 13                 | 28               | 10                   |
| Разом    | 100     | 25                 | 56               | 19                   |